# 탄력성
경제학에서 탄력성(彈力性, 영어: elasticity)이란 한 변수가 다른 변수에 의해 변동되는 정도를 뜻한다.
예를 들어, 가격탄력성(價格彈力性, 영어: price elasticity)은 가격의 변화에 따른 수요나 공급의 변화량을 뜻한다. 수요의 가격탄력성은 보통 음(-)의 값을, 공급의 가격 탄력성은 보통 양(+)의 값을 갖지만 부호와 상관없이 절댓값이 의미가 있다. 그 값이 0인 경우는 완전비탄력적, 값이 0보다 크고 1보다 작을 경우 비탄력적, 값이 1일 경우 단위탄력적, 값이 1보다 클 경우 탄력적, 무한대인 경우는 완전탄력적이라고 한다. 가격의 탄력성이 클수록 수요곡선 또는 공급곡선의 기울기의 절댓값이 작아진다. 비탄력적인 경우 곡선은 수직에 가까워지며, 탄력적인 경우 곡선은 수평에 가까워진다.
가격 탄력성 외에도 수요의 소득탄력성(需要의 所得彈力性, 영어: income elasticity of demand), 수요의 교차탄력성(需要의 交叉彈力性, 영어: cross-price elasticity of demand) 등이 있다. 소득탄력성은 소득의 변화에 따른 수요의 변화량을 의미한다. 소득탄력성 값이 양(+)의 값을 가지는 재화, 즉 소득이 증가할 때 수요가 증가하는 재화는 정상재라고 하며, 그 반대에 해당하는 재화는 열등재라고 한다. 교차탄력성은 재화 B의 가격 변화에 따른 재화 A의 가격 변화량을 의미한다. 재화 A와 재화 B가 서로 대체재 관계일 경우, B의 가격 상승은 A의 수요 증가로 이어지므로 교차탄력성은 양(+)의 값을 가진다. 반대로 재화 A와 재화 B가 서로 보완재 관계일 경우, B의 가격 상승은 A의 수요 감소로 이어지므로 교차탄력성은 음(-)의 값을 가진다.

## 수학적 정의
경제학에서 탄력성의 정의는 점탄력성이라는 수학 개념을 기반으로 한다. 이를테면, 이는 변수가 {\displaystyle Q^{d}(P)}와 {\displaystyle Q^{s}(P)}인 그래프를 그려 볼 때, 양(量)을 x축에, 가격을 y축에 놓는 것이 보통이므로 수학에서는 y=f(x)로 하는 것이 보통인 반면 경제 함수는 x=f(y)로 놓는다. 수요의 가격 탄력성과 공급의 가격 탄력성 등이 이에 해당한다.
보통 x의 y탄력성은:
{\displaystyle E_{x,y}=\left|{\frac {\partial \ln x}{\partial \ln y}}\right|=\left|{\frac {\partial x}{\partial y}}\cdot {\frac {y}{x}}\right|}.
퍼센트 변화의 경우:
{\displaystyle E_{x,y}\simeq \left|{\frac {{\rm {percent\ change\ in}}\ x}{{\rm {percent\ change\ in}}\ y}}\right|,}
탄력성은 보통 'E', 'e' 또는 'ε','η'로 표현한다.

## 탄력성의 종류
- 수요의 가격 탄력성
- 공급의 가격 탄력성
- 교차탄력성

## 같이 보기
- 수요와 공급
- 수요의 소득 탄력성